# Di bào

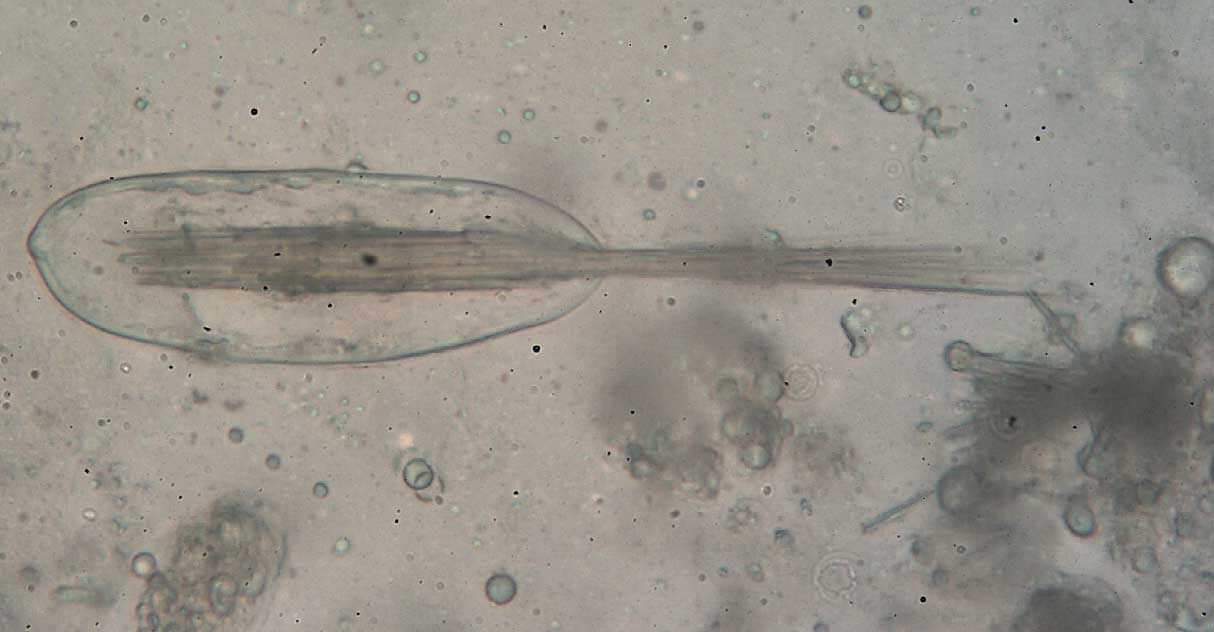
Kim calci oxalate bắn ra từ di bào (độ phóng đại 600 lần)

Một di bào là một tế bào thực vật biệt lập khác với các mô lân cận. Chúng có các chức năng khác nhau như lưu trữ và dự trữ các vật liệu bài tiết, sắc tố và khoáng chất. Chúng có thể chứa dầu, mủ cao su, nhựa cao su, nhựa, tanin hoặc sắc tố, vv Một số có thể chứa các tinh thể khoáng chất như vị chất và calci oxalate độc hại hoặc carbonate hoặc silica. Bất kỳ mô hoặc hệ thống mô của thực vật có thể chứa di bào. Di bào được chia thành ba loại chính: bài tiết, tracheoid và xơ cứng.
Di bào có thể chứa các tế bào biforine tạo thành tinh thể. Các hóa chất được bài tiết bởi các loài thực v ật và được lưu trữ ở dạng lỏng hoặc tinh thể. Trong các bó chúng được gọi là đám tinh thể và dưới dạng tinh thể, chúng có thể ở dạng tinh thể kim. Khi sự kết thúc của một di bào bị phá vỡ, các tinh thể hoặc chất khác bị đẩy ra bởi áp lực nước bên trong. Di bào của calci oxalate có thể hoạt động như một yếu tố ngăn chặn động vật ăn cỏ, như một phương tiện để cô lập hoặc lưu trữ calci, hoặc như một phương tiện cấu trúc mô cứng.